# Burg Alt-Trauchburg
Die Ruine der Burg Alt-Trauchburg, auch Alttrauchburg oder Trauchburg genannt, liegt über dem Weitnauer Gemeindeteil Kleinweiler im Landkreis Oberallgäu in Schwaben. Von der hoch- bis nachmittelalterlichen Burganlage sind noch größere Mauerreste erhalten. Die Ruine ist eine der besterhaltenen des Allgäus.

## Geschichte

Wappen der Herren von Nellenburg

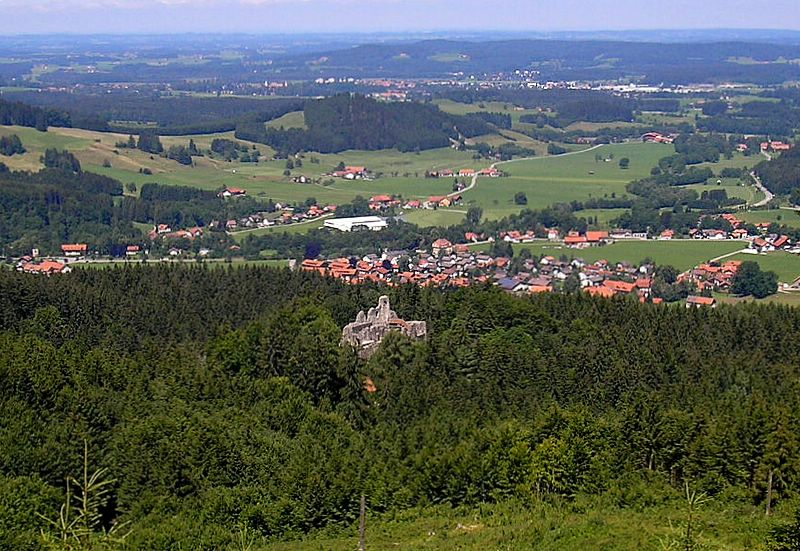
Die Kernburg vom Sonneck, im Hintergrund die Landesgrenze und Isny

Die Höhenburg geht wahrscheinlich auf eine Vorgängeranlage der Grafen von Veringen und Nellenburg zurück. Diese Veste erscheint erstmals 1041 in den Schriftquellen. Sie lag wohl an anderer Stelle in der Nähe; der spätere Burgplatz scheint erst im 13. Jahrhundert besiedelt worden zu sein.
Um 1150 wurde ein Zweig der Herren von Rettenberg mit der Herrschaft belehnt und nannte sich fortan „von Trauchburg“. Anfang des 13. Jahrhunderts verlegte Berthold von Trauchburg die Burg an ihren heutigen Standort und errichtete hier ein Festes Haus oder einen Wohnturm. Berthold war 1224 unter Kaiser Friedrich II. Prokurator von Schwaben.
Bereits 1258 ging das Lehen an die Truchsessen von Waldburg, welche die Herrschaft 1306 von den verschuldeten Grafen erwerben konnten. Der turmartige Kernbau wurde nun erweitert und überbaut. Im Süden entstand die geräumige Vorburg mit dem vorgeschobenen starken Viereckturm.
In der Folge bewohnten die Waldburger die Burg meist selbst oder ließen sie von Vögten verwalten (1418 Hans von Mühlegg). 1429 gelangte die Trauchburg an die Jakobische Linie des Hauses Waldburg. Einige Burgherren werden in den Quellen als „üble Haushalter“ bezeichnet, befanden sich also in ständigen finanziellen Schwierigkeiten.
Während des Bauernkrieges wurde die Trauchburg 1525 geplündert und beschädigt. 1546 besetzten die Truppen des Schmalkaldischen Bundes die Burg. Aus diesen Gründen legte man im 16. Jahrhundert eine Zwingeranlage um die Kernburg, die durch Artillerierondelle verstärkt wurde. Auch die Befestigung der Vorburg verstärkte man bei dieser Gelegenheit.
1633 wurde die Burg im Dreißigjährigen Krieg durch die Schweden besetzt.
In der Hauptburg entstanden zwei Treppentürme, zahlreiche aufwändige Umbauten machten die Trauchburg zum repräsentativen Herrschaftsmittelpunkt. 1628 konnten die Waldburger den Reichsgrafentitel erwerben und siedelten 1690 in ihr Schloss nach Kißlegg über.
1729 nutzte man die leerstehende Trauchburg als Steinbruch für den neuen Schlossbau in Kißlegg. Weitere Teile wurden 1784–1788 für den Neubau des Schlosses Neutrauchburg bei Isny abgebrochen.
1772 starb die jakobische Linie der Waldburger mit Graf Franz Carl Eusebius aus. Das Erbe ging an die Linie der Grafen von Waldburg-Zeil. Noch heute befindet sich die Burg im Besitz dieser Familie.
1985 begann der Markt Weitnau mit der Sanierung und Erschließung der Trauchburg. Ab 1991 wurden diese Maßnahmen mit dem Bayerischen Landesamt für Denkmalpflege, dem Bauarchiv Thierhaupten und dem Büro für Burgenforschung Zeune (Eisenberg) abgestimmt.

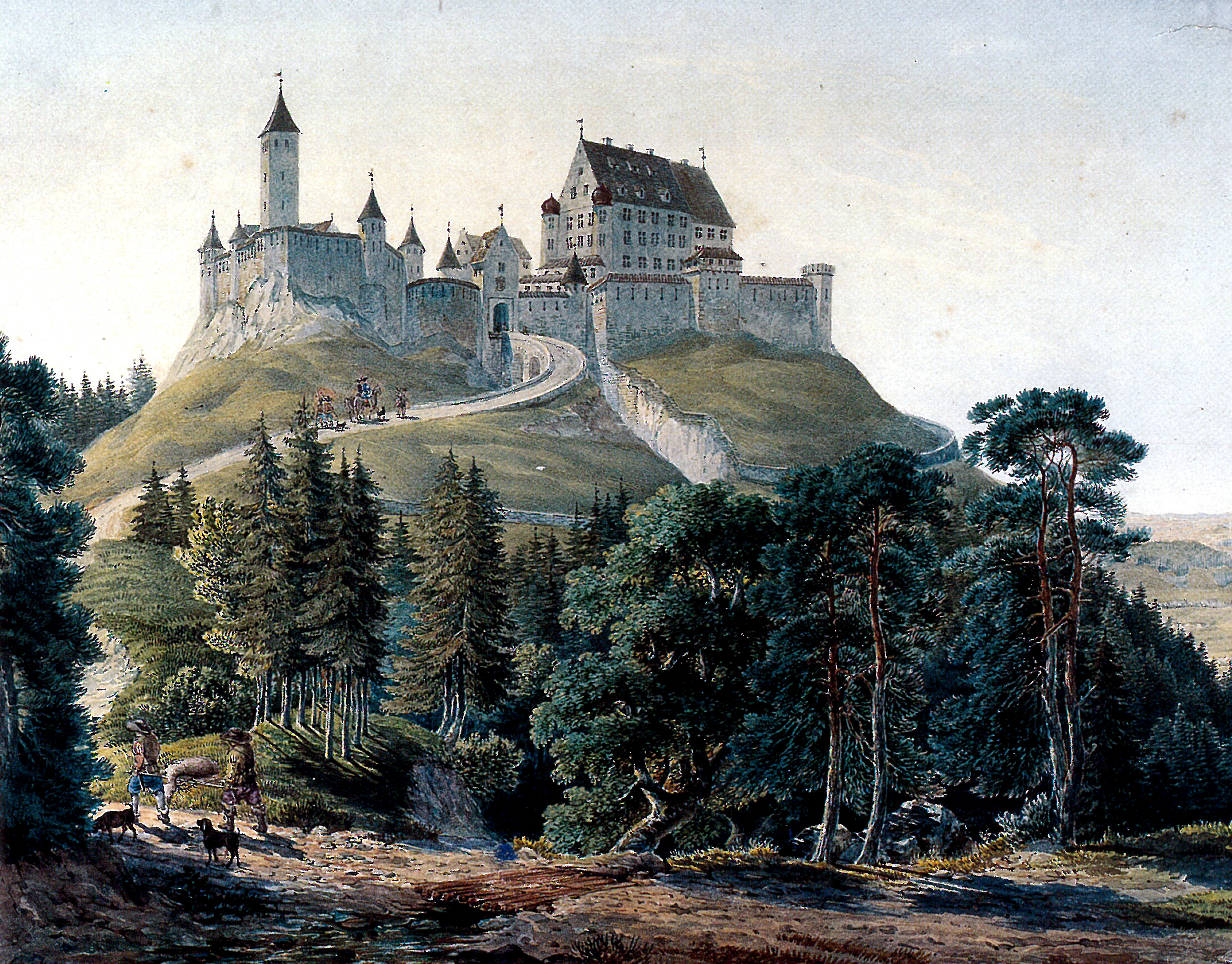
Burg Alt-Trauchburg im 17. Jahrhundert, gemalt um 1840 von Caspar Obach
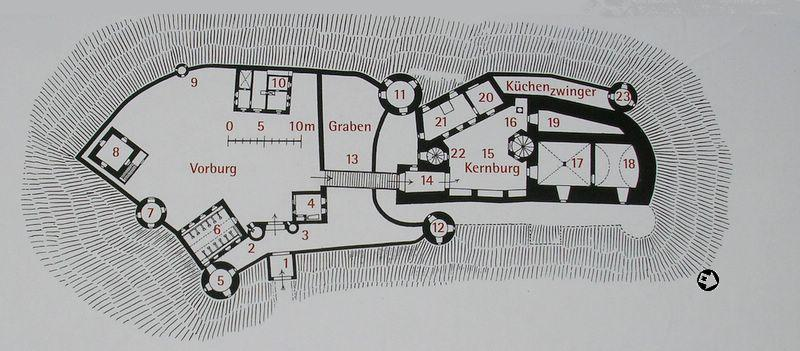
Grundriss auf der Infotafel vor dem Halsgraben

## Beschreibung
Die Spornburg liegt auf einem Bergsporn in 903 Meter Höhe unter dem Sonneck, nördlich der Allgäuer Alpen. Der Burgplatz wird durch seine natürliche Lage gut geschützt. Die Hänge fallen im Norden, Osten und Westen steil ab. Nördlich ist der Kernburg ein geräumiges Plateau vorgelagert, im Süden schützte die große Vorburg die Veste.
Das Vorburggelände ist weitgehend modern verändert. Auf dem Südfelsen sind noch die Reste eines starken, wohl quadratischen Turmes zu erkennen. Dieser bergfriedähnliche Turm wurde in nachmittelalterlicher Zeit als Gefängnis benutzt und deshalb als „Diebsturm“ bezeichnet. Unterhalb lag ehemals ein kleinerer runder Turmbau in der Ringmauer. Östlich des Weges liegen die Fundamente eines Rundturmes am Steilabfall, nach Norden schließen sich Mauerzüge an. Hier lag auch die ehemalige Burgeinfahrt, hinter der das Tor der Vorburg von zwei kleinen Türmchen flankiert wurde. Die Burggaststätte und eine Scheune nutzen die Fundamente älterer Vorgängerbauten. Der Westteil der Vorburg wird als Biergarten genutzt.
Im Zuge der Generalsanierung wurde eine Holzbrücke über den Halsgraben vor der Hauptburg errichtet. Diese wurde inzwischen wegen Baufälligkeit wieder entfernt. Man kann den Hof der Kernburg daher nicht mehr durch die Reste des Torbaues betreten, sondern über eine seitliche Metalltreppe. Im Norden erheben sich die Ruinen des Hauptgebäudes mit drei Kellerräumen im Erdgeschoss. Die hölzernen Einbauten und Galerien sind moderne Hinzufügungen.
Das hochmittelalterliche Mauerwerk besteht aus mächtigen Nagelfluhquadern. Auffällig ist die schildmauerartige Verstärkung der sichelförmigen Nordwestseite. Die nachmittelalterlichen Bauteile sind durch ihr Ziegelmauerwerk teilweise leicht zu erkennen. Vor der Westseite liegt eine Zwingeranlage, die von zwei mächtigen Rundtürmen flankiert wird. Der Ostzwinger ist bis auf den Stumpf eines weiteren Rundturmes abgegangen.
Trotz der Beteiligung des Mittelalterarchäologen Joachim Zeune und des Landesamtes für Denkmalpflege wird die Sanierung der Burgruine oft als zu rustikal kritisiert. Zahlreiche moderne Einbauten ermöglichen die Besteigung des Mauerwerkes. Zeune konnte sein Konzept einer schonenden, nur konservierenden Burgsanierung (Burg Hohenfreyberg) hier offensichtlich nicht durchsetzen.

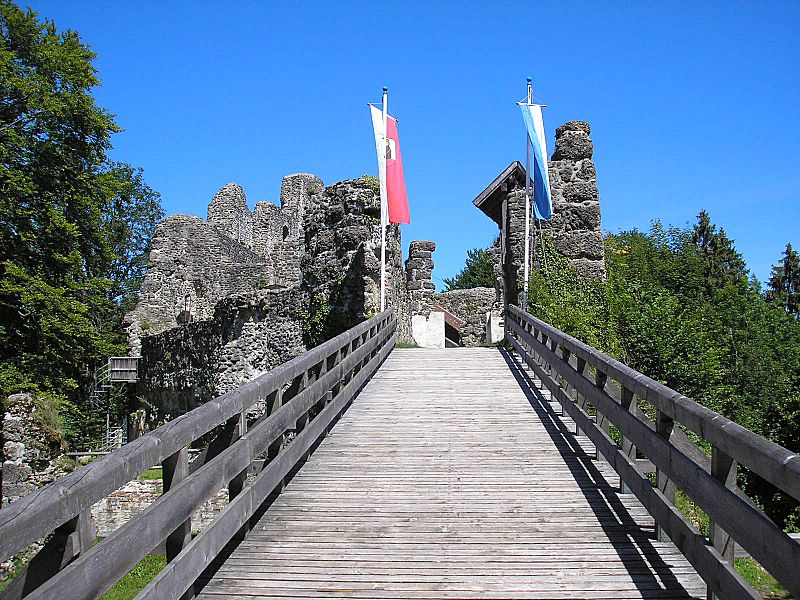
Die moderne Holzbrücke mit der Hauptburg
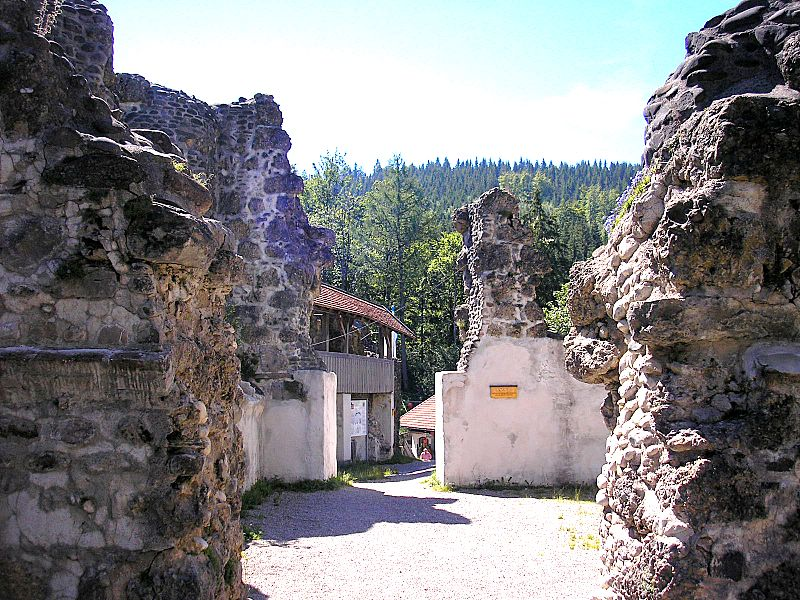
Rückblick nach Süden zur Vorburg
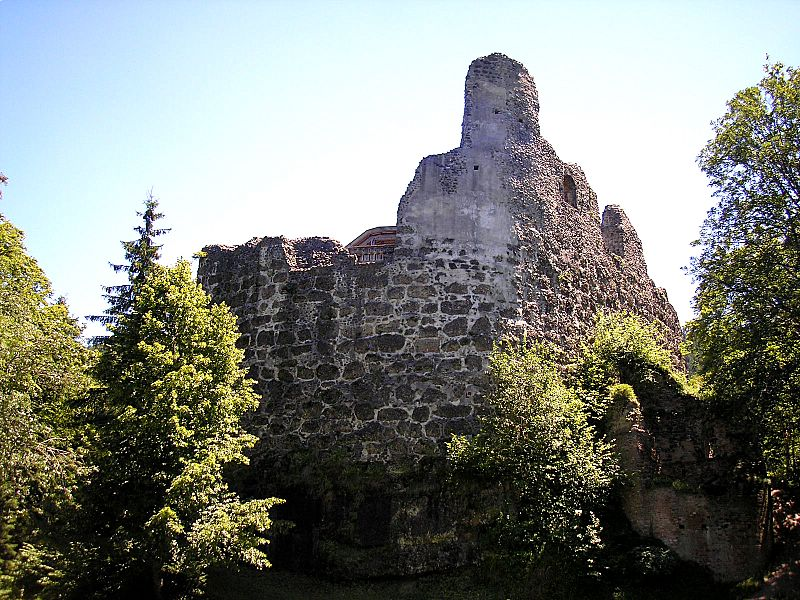
Die schildmauerartig verstärkte Nordwestwand der Kernburg